# Outriaz
Outriaz är en kommun i departementet Ain i regionen Auvergne-Rhône-Alpes i östra Frankrike. Kommunen ligger  i kantonen Brénod som ligger i arrondissementet Nantua. Kommunens areal är 5,91 km². År 2022 hade Outriaz 258 invånare.

## Befolkningsutveckling
Antalet invånare i kommunen Outriaz
Referens: INSEE